# (4063) Euforbo
(4063) Euforbo es un asteroide perteneciente a los asteroides troyanos de Júpiter descubierto por el equipo del Observatorio Astronómico de San Vittore el 1 de febrero de 1989 desde el observatorio homónimo de Bolonia, Italia.

## Designación y nombre
Euforbo fue designado inicialmente como 1989 CG2.
Más adelante, en 1989, se nombró por Euforbo, un personaje de la mitología griega.

## Características orbitales
Euforbo orbita a una distancia media del Sol de 5,179 ua, pudiendo alejarse hasta 5,796 ua y acercarse hasta 4,563 ua. Tiene una inclinación orbital de 18,94 grados y una excentricidad de 0,1189. Emplea 4306 días en completar una órbita alrededor del Sol.

## Características físicas
La magnitud absoluta de Euforbo es 8,7. Tiene un diámetro de 102,5 km y un periodo de rotación de 8,846 horas. Se estima su albedo en 0,0611.